# Duistere Teken

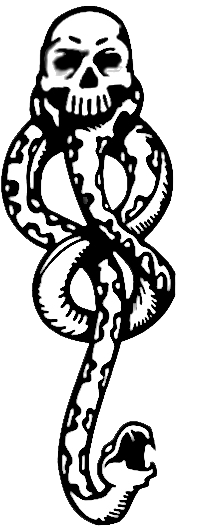
Het Duistere Teken

Het Duistere Teken (Engels: Dark Mark) is een magisch teken dat voorkomt in de boekenserie van J.K. Rowling over de jonge tovenaar Harry Potter.

## Gebruik ervan in de boeken
Het teken wordt voor het eerst genoemd in het vierde boek, Harry Potter en de Vuurbeker, waar tijdens het WK-Zwerkbal het Teken boven het bos verschijnt. Iedereen raakt erdoor in paniek want het Duistere Teken werd vroeger alleen maar opgeroepen wanneer er iemand gedood was door Heer Voldemort of een van de Dooddoeners. Het voedt dus de geruchtenstroom dat Voldemort weer actiever (en dus gevaarlijker) wordt. Het Teken kan niet alleen door Dooddoeners in de lucht worden opgeroepen, maar de Dooddoeners zijn er ook mee gebrandmerkt op hun linkerarm. Hoe zwarter deze tatoeage is, hoe krachtiger Voldemort is. Als het verdwijnt, is Voldemort onherroepelijk dood. Het gaat branden als een Dooddoener of Voldemort zijn of haar vinger erop legt.
In het zesde boek van de serie, Harry Potter en de Halfbloed Prins, komt het teken weer voor. Nu verschijnt het boven de tovenaarschool, Zweinstein, op het moment dat de school wordt aangevallen door de Dooddoeners in een poging Albus Perkamentus te vermoorden.

## Uiterlijk
Het Duistere Teken ziet eruit als een doodshoofd, met daaromheen een gekrulde slang. De slang heeft in de boeken altijd al een negatieve betekenis. Het is het dier dat bij de afdeling Zwadderich hoort. De oprichter van die afdeling, Zalazar Zwadderich, kan met slangen praten evenals de laatste, nog levende, nakomeling: Marten Asmodom Vilijn, die nu Heer Voldemort heet. Ook Harry Potter kan met slangen praten, als gevolg van het feit dat Voldemort enkele van zijn krachten aan Harry schonk toen hij hem trachtte te doden met de Vloek des Doods. De personen die deze eigenschap hebben worden Sisseltong genoemd.
Het Duistere Teken wordt opgeroepen met de spreuk Morsmordre.